# Ленево
Ленево (пол. Leniewo) — село в Польщі, у гміні Чижі Гайнівського повіту Підляського воєводства. Населення — 80 осіб (2011).

## Історія
Засноване Жуком Леневичем близько 1540 року.
У 1975—1998 роках село належало до Білостоцького воєводства.

## Демографія
Демографічна структура станом на 31 березня 2011 року:
|          | Загалом | Допрацездатний вік | Працездатний вік | Постпрацездатний вік |
| -------- | ------- | ------------------ | ---------------- | -------------------- |
| Чоловіки | 38      | 6                  | 20               | 12                   |
| Жінки    | 42      | 3                  | 19               | 20                   |
| Разом    | 80      | 9                  | 39               | 32                   |